# Azay-le-Brûlé
Azay-le-Brûlé – miejscowość i gmina we Francji, w regionie Nowa Akwitania, w departamencie Deux-Sèvres.
Według danych na rok 1990 gminę zamieszkiwało 1399 osób, a gęstość zaludnienia wynosiła 63 osób/km² (wśród 1467 gmin regionu Poitou-Charentes Azay-le-Brûlé plasuje się na 207. miejscu pod względem liczby ludności, natomiast pod względem powierzchni na miejscu 324.).